# Hero (песня Энрике Иглесиаса)
«Hero» — первый сингл испанского певца Энрике Иглесиаса из альбома Escape, выпущенный на лейбле Interscope Records в ноябре 2001 года. Перед этим Энрике исполнил её на Дне памяти погибших в результате катастрофы 11 сентября 2001 года в Нью-Йорке, именно тогда он боялся, что в первый раз в жизни забудет слова.

## Список композиций
CD Single; #1
1. «Hero» (Радио-версия)
2. «Be With You» (Thunderpuss Remix)
3. «Héroe» (Spanish MetroMix)

CD Single; #2
1. «Hero» (Альбомная версия)
2. «Hero» (English MetroMix)
3. «Bailamos»

CD-Maxi; Европа
1. «Hero» (Metro Mix English Version)
2. «Hero» (Ventura & Colombo Remix)
3. «Hero» (Metro Mix Spanish Version)
4. «Hero» (Thunderpuss Radio Edit)

12" Vinyl Promo; США
1. «Hero» (MARK!'s New Classic Mix) (10:10)
2. «Hero» (MARK!'s Hard Head Dub) (9:54)
3. «Hero» (MARK!'s Hard Head Vocal) (9:39)
4. «Hero» (Datalux Club Mix) (7:32)
5. «Hero» (Minge Binge Lost My Mind Dub) (5:49)

12" Vinyl Promo; США / Италия «Thunderpuss Mixes»
1. «Hero» (Thunderpuss Club Mix) (7:58)
2. «Hero» (Thunderpuss Radio Edit) (3:16)
3. «Hero» (Thunder Dub) (7:51)